# Tunnel di Sant'Anna
Il tunnel di Sant'Anna (in olandese Sint-Annatunnel) è un tunnel che si trova ad Anversa, in Belgio, e che passa sotto il fiume Schelda.
Costruito in 30 mesi, tra il 1931 e il 1933, è riservato al traffico di pedoni e biciclette ed è stato inaugurato il 10 settembre 1933 contemporaneamente al tunnel per automobili del Waasland, parzialmente distrutto due volte durante la Seconda Guerra Mondiale.

## Storia
Già nel 1874 gli abitanti di Anversa decisero di realizzare un collegamento tra la riva sinistra e quella destra della città e furono presentati molti progetti per un ponte sul fiume Schelda, ogni volta poi abbandonati per timore che il ponte potesse ostacolare il traffico marittimo. Alla fine si decise quindi di optare per la costruzione di un tunnel sotto il fiume a 31,57 metri sottoterra,
Entrambi gli ingressi sulle due rive hanno un ascensore che possono tollerare fino a 3.000 kg e due autentiche scale mobili in legno, che rappresentavano una vera novità per l’epoca. Il diametro esterno del tunnel è di 4,74 metri, mentre il diametro interno è di 4,30. I due edifici d'ingresso sono stati progettati da Emiel Van Averbeke.
Non ci sono corsie separate per pedoni e ciclisti. I ciclisti devono attraversare il tunnel a passo d'uomo (massimo 5 km all'ora), ma spesso guidano più velocemente. I conducenti dei ciclomotori possono passare attraverso il tunnel, ma devono trasportare il ciclomotore senza il motore acceso.
Il tunnel è classificato monumento storico.